# They're Coming to Take Me Away, Ha-Haaa!
They're Coming to Take Me Away, Ha-Haaa! är en låt, komponerad av Jerrold Samuels, under pseudonymen N. Bonaparte, och utgiven som singel av aliaset Napoleon XIV. Produktionen består i en tamburin, en trumma, och handklappning som akompanjerar "Napoleons" nära talade text. Den innehåller även ljudeffekter av förvrängda ljudsirener, och sångröstens tonhöjd manipuleras också. Singelns b-sida bestod av samma låt uppspelad baklänges där även all text på skivetiketten var spegelvänd.
Låttexten följer en man som tycks få ett mentalt sammanbrott, och tas till en "funny farm" med män i vita rockar, vilket är slang för mentalsjukhus. Först tycks det vara en kvinna som orsaker sammanbrottet, men historien kompliceras av en senare textstrof, där djurrättsorginisationen ASPCA nämns, och det hela har alltså handlat om en bortsprungen hund.
Låten blev en stor singelhit i Nordamerika och delar av Europa. Den kom dock att bannlysas av flera radiostationer på grund av dess galenskapstema. Ett helt album med samma tema utgavs senare, men efterföljande singlar som "I'm in Love with My Little Red Tricycle" ignorerades av skivpubliken, och låten kan betraktas som ett typiskt one-hit wonder.

## Listplaceringar
| Lista (1966)   | Position              |
| -------------- | --------------------- |
| Australien     | 40 (Go Set)           |
| Finland        | 23                    |
| Frankrike      | 36                    |
| Kanada         | 2 (RPM)               |
| Nederländerna  | 8                     |
| Norge          | 10 (VG-lista)         |
| Storbritannien | 4                     |
| Sverige        | 7 (Kvällstoppen)      |
| Sverige        | 4 (Tio i topp)        |
| USA            | 3 (Billboard Hot 100) |
| Västtyskland   | 22                    |